# Pyrestes praeceps
Pyrestes praeceps är en skalbaggsart som beskrevs av Holzschuh 2005. Pyrestes praeceps ingår i släktet Pyrestes och familjen långhorningar. Inga underarter finns listade i Catalogue of Life.